# Liste der Naturdenkmäler im Landkreis Ebersberg
Die Liste der Naturdenkmäler im Landkreis Ebersberg nennt die Naturdenkmäler in den Städten und Gemeinden im Landkreis Ebersberg in Bayern. Im November 2017 gab es im Landkreis Ebersberg 94 Naturdenkmäler, im April 2025 waren es 99. Die meisten Naturdenkmäler sind alte oder seltene Großbäume oder Baumalleen. Als flächenhafte Naturdenkmäler mit einer Gesamtfläche von 11,69 ha sind 14 größere Landschaftsstücke ausgewiesen, die aus ökologischer oder volks- und heimatkundlicher Sicht von Bedeutung sind. Nach Art. 51 Abs. 1 Nr. 4 BayNatSchG ist das Landratsamt des Landkreises Ebersberg für den Erlass von Rechtsverordnungen über Naturdenkmäler (§ 28 BNatSchG) zuständig.

## Liste
| Bild           | lfd. Nummer | Aktenzeichen 173-2/2   | Bezeichnung/Lage | Gemeinde, Ortsteil                      | In Kraft getreten am | Beschreibung/Anmerkung |
| -------------- | ----------- | ---------------------- | --- | --------------------------------------- | -------------------- | --- |
| weitere Bilder | 1           | Anzing 1               | Eiche am Schulspielplatz (48° 9′ 16,8″ N, 11° 51′ 1,3″ O)                                                            | Anzing                                  | 14.03.1959           | |
| weitere Bilder | 2           | Anzing 3               | Eiche (48° 10′ 13,2″ N, 11° 51′ 50,9″ O)                                                                             | Anzing, Einöd Staudach                  | 14.03.1959           | |
|                | 3           | Aßling 1               | Linde im Pfarrgarten (47° 59′ 30″ N, 12° 0′ 32″ O)                                                                   | Aßling                                  | 16.06.1962           | |
|                | 4           | Aßling 3               | Kastanie, frei im Landschaftsbild stehend (48° 0′ 39,6″ N, 12° 1′ 8,9″ O)                                            | Aßling, Pörsdorf                        | 14.09.1963           | |
| weitere Bilder | 5           | Aßling 4               | Mehrstämmige Föhre südöstlich von Aßling (47° 59′ 13,1″ N, 12° 0′ 29,5″ O)                                           | Aßling                                  | 16.06.1962           | |
|                | 6           | Aßling                 | Pörsdorfer Lacke (48° 0′ 26,9″ N, 12° 0′ 36,3″ O)                                                                    | Aßling, Pörsdorf                        | 17.10.1987           | |
|                | 7           | Aßling-Loitersdorf 2   | Eiche rechts am Hang von der Pausmühle (47° 59′ 13,4″ N, 11° 57′ 46,8″ O)                                            | Aßling, Loitersdorf                     | 14.09.1963           | |
| weitere Bilder | 8           | Baiern 2               | Dorflinden an der Südseite des Friedhofes in Berganger (47° 58′ 46″ N, 11° 55′ 0,9″ O)                               | Baiern                                  | 16.06.1962           | |
| weitere Bilder | 9           | Baiern 4               | 2 Sommerlinden (Tilia platyphyllos) mit Feldkreuz (47° 57′ 15,9″ N, 11° 54′ 29,3″ O)                                 | Baiern                                  | 16.06.1962           | |
| weitere Bilder | 10          | Baiern 5               | Sommerlinde am Lagerhaus Kulbing (47° 57′ 56″ N, 11° 54′ 35,8″ O)                                                    | Baiern                                  | 14.09.1963           | |
| weitere Bilder | 11          | Bruck 2                | Esche in Alxing, Ortsmitte (48° 1′ 21,2″ N, 11° 55′ 46,9″ O)                                                         | Bruck, Alxing                           | 14.03.1959           | |
| weitere Bilder | 12          | Bruck 3                | Sommerlinde neben Kapelle (48° 2′ 26,2″ N, 11° 55′ 30,4″ O)                                                          | Bruck, Taglaching                       | 14.03.1959           | |
| weitere Bilder | 13          | Bruck 4                | 3 Lärchen (Larix decidua) südwestlich von Bruck, Straße nach Wildenholzen (48° 1′ 4″ N, 11° 54′ 1,3″ O)              | Bruck                                   | 16.06.1962           | Anscheinend abgestorben (Zum Zeitpunkt der Fotoaufnahme, 31. Oktober, haben lebende Lärchen noch Nadeln, es sind auch keine Nadeln am Boden sichtbar.)                                                                                  |
|                | 14          | Bruck 5                | Halbtrockenrasen Leitenberg bei Taglaching (48° 2′ 26,3″ N, 11° 54′ 55,8″ O)                                         | Bruck, Taglaching                       | 28.08.1982           | |
| weitere Bilder | 15          | Ebersberg 1            | 4 Sommerlinden Hupfauer Höhe (48° 4′ 23,6″ N, 11° 57′ 44,4″ O)                                                       | Ebersberg                               | 14.03.1959           | |
| weitere Bilder | 16          | Ebersberg 2            | Friedenseiche (48° 4′ 43,6″ N, 11° 57′ 31,4″ O)                                                                      | Ebersberg                               | 14.03.1959           | Bei einer Untersuchung der Eiche im Oktober 2023 wurde Pilzbefall festgestellt. Die Krone müsse zurückgeschnitten werden. Außerdem seien neue Kronensicherungen, Bewässerung in Trockenzeiten und regelmäßige Überwachung erforderlich. |
|                | 17          | Ebersberg 3            | 7 Sommerlinden (48° 3′ 58,7″ N, 11° 57′ 53,1″ O)                                                                     | Ebersberg, bei Kaps                     | 14.03.1959           | |
|                | 18          | Ebersberg 5            | 2 Winterlinden (Tilia cordata) auf dem Vogelberg (48° 4′ 3,9″ N, 11° 58′ 24,4″ O)                                    | Ebersberg                               | 14.03.1959           | |
| weitere Bilder | 19          | Ebersberg 6            | Eiche (48° 4′ 3,8″ N, 11° 56′ 43,4″ O)                                                                               | Ebersberg, Hörmannsdorf                 | 14.03.1959           | |
|                | 20          | Ebersberg 8            | 5 Eschen südwestlich Egglburger See (48° 4′ 47,2″ N, 11° 56′ 41,2″ O)                                                | Ebersberg                               | 15.06.1962           | |
| weitere Bilder | 21          | Ebersberg 9            | Hupfauer Höhe (Flächenumgriff) (48° 4′ 24,2″ N, 11° 57′ 43,1″ O)                                                     | Ebersberg                               | 15.05.1965           | Es handelt sich um eine Endmoränenkuppe des Ebersberger Stadiums. Geotop 175R008 |
| weitere Bilder | 22          | Ebersberg 11           | Eiche beim Anwesen Fischer (48° 4′ 1,2″ N, 11° 56′ 48,9″ O)                                                          | Ebersberg, Hörmannsdorf                 | 13.09.1963           | |
| weitere Bilder | 23          | Ebersberg 12           | Nagelfluhfindling neben Hauptschule (48° 4′ 50″ N, 11° 57′ 48″ O)                                                    | Ebersberg                               | 16.10.1975           | Der Nagelfluhblock wurde von seinem ursprünglichen Standort vor die Hauptschule in Ebersberg versetzt. Geotop 175R002 |
| Weitere Bilder | 24          | Ebersberg 13           | Zwillingseiche Hinteregglburg Fl. Nr. 2591 (48° 4′ 45,3″ N, 11° 56′ 14″ O)                                           | Ebersberg                               | 4.10.2003            | |
| weitere Bilder | 25          | Ebersberg 14           | Ranner Eiche auf Fl.Nr. 1704 (48° 3′ 57,3″ N, 11° 57′ 3″ O)                                                          | Ebersberg, bei Aßlkofen                 | 11.12.2020           | |
|                | 26          | Ebersberg 15           | Geutner Eiche Fl.Nr. 867/13 (48° 4′ 41,7″ N, 11° 57′ 36,4″ O)                                                        | Ebersberg                               | 11.12.2020           | |
| weitere Bilder | 27          | Ebersberg 16           | Alter Birnbaum (48° 4′ 5,7″ N, 11° 56′ 46,4″ O)                                                                      | Ebersberg, Hörmannsdorf                 | 2022                 | |
|                | 28          | Ebersberg 17           | Eiche beim Schmiedwirt (48° 4′ 14,5″ N, 11° 56′ 46,8″ O)                                                             | Ebersberg, Hörmannsdorf                 | 2022                 | |
|                | 29          |                        | Alte Eiche in Gut Kaps                                                                                               | Ebersberg, Kaps                         | vor 2025             | |
| weitere Bilder | 30          | Ebersberg-Oberndorf 2  | Einzellinde mit Feldkreuz (48° 4′ 59,4″ N, 12° 0′ 20,1″ O)                                                           | Ebersberg, Neuhausen                    | 14.03.1959           | |
|                | 31          | Ebersberg-Oberndorf 4  | Sommerlinde nördlich des Friedhofs (48° 4′ 35,2″ N, 12° 1′ 16,9″ O)                                                  | Ebersberg, Englmeng                     | 14.07.1961           | |
| weitere Bilder | 32          | Ebersberg-Oberndorf 5  | Eiche am Waldrand, Straße nach Steinhöring (48° 4′ 33,1″ N, 12° 0′ 13,5″ O)                                          | Ebersberg, Oberndorf                    | 14.03.1959           | |
|                | 33          | Ebersberg-Oberndorf 6  | Erlensumpf bei Thailing und Halbing (48° 6′ 24,8″ N, 11° 59′ 35,8″ O)                                                | Ebersberg, bei Halbing                  | 10.07.1954           | |
|                | 34          | Egmatinger Staatsforst | Irrblock aus Schiefergneis, weißglimmerig (47° 59′ 2,2″ N, 11° 48′ 20,6″ O)                                          | Egmatinger Staatsforst                  | 15.03.1959           | Der Gneis-Findling im Egmatinger Forst ist zum Teil in Würmschotter eingebettet. Geotop 175R005 |
| weitere Bilder | 35          | Emmering 1             | Winterlinde (47° 59′ 21,3″ N, 12° 3′ 17,8″ O)                                                                        | Emmering, Haus                          | 13.06.1963           | |
| weitere Bilder | 36          | Emmering 2             | 1 Linde, 1 Ahorn (47° 59′ 37,6″ N, 12° 3′ 3″ O)                                                                      | Emmering                                | 20.10.1986           | Der Ahorn steht nicht mehr. |
| weitere Bilder | 37          | Emmering 3             | Mayr-Eiche (48° 0′ 10,9″ N, 12° 4′ 31,6″ O)                                                                          | Emmering, bei Mittermühle               | 22.07.2003           | |
| weitere Bilder | 38          | Emmering 4             | Josefs-Eiche (48° 0′ 15,2″ N, 12° 4′ 22,5″ O)                                                                        | Emmering, bei Mittermühle               | 22.07.2003           | |
| weitere Bilder | 39          | Forstinning 1          | 2 Sommerlinden am Friedhofseingang (48° 10′ 6,2″ N, 11° 54′ 41,9″ O)                                                 | Forstinning                             | 15.06.1962           | |
| weitere Bilder | 40          | Forstinning 2          | Eiche östlich des Bauernhofes (48° 11′ 48″ N, 11° 54′ 20″ O)                                                         | Forstinning, Wind                       | 15.06.1962           | |
| weitere Bilder | 41          | Forstinning 3          | 2 Eichen beim Anwesen Kressierer (48° 11′ 39,9″ N, 11° 54′ 5,2″ O)                                                   | Forstinning, Wind                       | 06.07.1962           | |
| weitere Bilder | 42          | Forstinning 4          | Eichenzeile beim Anwesen Kressierer (48° 11′ 40,1″ N, 11° 54′ 11,5″ O)                                               | Forstinning, Wind                       | 15.06.1962           | |
| weitere Bilder | 43          | Forstinning 6          | 2 Eichen beim Anwesen Widmann (48° 11′ 35,8″ N, 11° 53′ 56″ O)                                                       | Forstinning, Wind                       | 15.06.1962           | |
| weitere Bilder | 44          | Forstinning 7          | Ehemalige Kiesgrube südöstlich Schwaberwegen im Ebersberger Forst (48° 9′ 24,3″ N, 11° 54′ 14,5″ O)                  | Gemeindefreies Gebiet Ebersberger Forst | 26.05.1984           | |
| Weitere Bilder | 45          | Forstinning 8          | „Sempt-Streuwiesen“ nordwestlich von Forstinning (48° 10′ 44,7″ N, 11° 53′ 47,9″ O)                                  | Forstinning                             | 28.06.1984           | |
|                | 46          | Frauenneuharting 1     | Eiche (48° 2′ 15,2″ N, 12° 3′ 23,9″ O)                                                                               | Frauenneuharting, bei Alme              | 14.03.1959           | Bilder bei Baumkunde und Monumentale Eichen |
| weitere Bilder | 47          | Frauenneuharting 2     | Sommerlinde an der Kirche (48° 1′ 16,4″ N, 12° 2′ 25,7″ O)                                                           | Frauenneuharting, bei Tegernau          | 14.03.1959           | |
|                | 48          | Frauenneuharting 3     | Nagelfluhwand (48° 1′ 19,5″ N, 12° 2′ 29,5″ O)                                                                       | Frauenneuharting, bei Tegernau          | 01.05.1965           | Geotop 175A001: Im ehemaligen Nagelfluhsteinbruch findet man ungegliederten Deckenschotter aufgeschlossen. |
|                | 49          |                        | Ehemalige Torfabbaufläche in den Lauterbacher Filzen (48° 3′ 4,6″ N, 12° 3′ 54,5″ O)                                 | Frauenneuharting, bei Lauterbach        | 09.06.1997           | |
| weitere Bilder | 50          | Glonn 4                | 2 Eichen (47° 59′ 18″ N, 11° 51′ 7,6″ O)                                                                             | Glonn, Reinstorf                        | 30.12.1954           | |
| weitere Bilder | 51          | Glonn 5                | Kapelle mit 3 Linden (47° 59′ 39,2″ N, 11° 51′ 21,7″ O)                                                              | Glonn, Ursprung                         | 07.05.1955           | |
|                | 52          | Glonn 6                | Ahornbaum (48° 0′ 4,7″ N, 11° 52′ 4,6″ O)                                                                            | Glonn, Adling                           | 21.05.1955           | Bilder bei Baumkunde |
| weitere Bilder | 53          | Glonn 7                | Zinneberger Eichen (47° 59′ 24″ N, 11° 53′ 31″ O)                                                                    | Glonn, Zinneberg                        | 04.07.1992           | Auch „Eichenzeilen und die davon umrandete Fläche in Zinneberg“. Bilder bei Baumkunde und Monumentale Eichen. |
| weitere Bilder | 54          | Glonn 11               | 2 Eichen an der Einmündung der Straße von Wildenholzen in der Straße Glonn (47° 59′ 13″ N, 11° 53′ 55″ O)            | Glonn                                   | 13.09.1963           | |
| weitere Bilder | 55          | Grafing 2              | Sommerlinde in Grafing, Brandstr. 4 (48° 2′ 32,1″ N, 11° 58′ 23,7″ O)                                                | Grafing                                 | 18.10.1986           | |
| weitere Bilder | 56          | Grafing 3              | Sommerlinde bei der Leonhardikirche (48° 2′ 49,4″ N, 11° 58′ 4,4″ O)                                                 | Grafing                                 | 15.06.1962           | |
| weitere Bilder | 57          | Grafing 4              | Hang nach Gindlkofen, Stadtbereich zwischen Bahnhofstraße und Bahnlinie/Jahnstraße (48° 2′ 35,9″ N, 11° 57′ 17,7″ O) | Grafing                                 | 15.06.1962           | |
| weitere Bilder | 58          | Grafing 5              | 2 Sommerlinden bei der Ägidiuskapelle (48° 2′ 56,7″ N, 11° 58′ 13,7″ O)                                              | Grafing                                 | 15.06.1962           | |
| weitere Bilder | 59          | Grafing 6              | Irrblock nördlich Mauer des Pfarrfriedhofes (48° 2′ 53,1″ N, 11° 58′ 8,6″ O)                                         | Grafing                                 | 15.06.1962           | Der ursprüngliche Standort des Blocks ist nicht bekannt. Geotop 175R004 |
| weitere Bilder | 60          | Grafing 8              | Deuschlweiher, Fl. Nr. 520 (48° 3′ 2″ N, 11° 59′ 4,8″ O)                                                             | Grafing                                 | 13.01.1976           | |
| weitere Bilder | 61          | Grafing 9              | Linde in der Weißgerbergasse 1 (48° 2′ 39,1″ N, 11° 58′ 4,6″ O)                                                      | Grafing                                 | 18.10.1986           | |
|                | 62          | Grafing 10             | Thurnhuber Eiche auf Fl. Nr. 36 (48° 3′ 27,7″ N, 11° 57′ 1,2″ O)                                                     | Grafing, bei Nettelkofen                | 11.12.2020           | |
|                | 63          | Grafing E              | Spitzahorn am Kastanienwirtanger (48° 2′ 41,6″ N, 11° 58′ 3″ O)                                                      | Grafing                                 | 2022                 | |
|                | 64          | Grafing-Elkofen 5      | Oberelkofener Eichen (48° 1′ 27,4″ N, 11° 57′ 25,5″ O)                                                               | Grafing, Oberelkofen                    | 19.02.1989           | |
| weitere Bilder | 65          | Grafing-Elkofen 6      | 3 Alteichen Fl.Nr. 947 „Naturschutzwachteichen“ (48° 2′ 12,2″ N, 11° 58′ 6,5″ O)                                     | Grafing                                 | 26.04.2017           | |
|                | 66          | Grafing-Straußdorf 1   | Sommerlinde südlich des Bauernhofes (48° 1′ 32,2″ N, 11° 58′ 44,8″ O)                                                | Grafing, Alterndorf                     | 14.03.1959           | |
|                | 67          | Grafing-Straußdorf 2   | Lindengruppe östlich Ortseingang (48° 1′ 33,8″ N, 11° 59′ 46,4″ O)                                                   | Grafing, Straußdorf                     | 30.04.1965           | Fällung und Nachpflanzung 2013 |
|                | 68          | Grafing-Straußdorf 3   | Winterlinde nördlich des Weilers (48° 1′ 58,2″ N, 12° 0′ 59,2″ O)                                                    | Grafing, Katzenreuth                    | 09.08.1986           | |
| weitere Bilder | 69          | Hohenlinden 2          | Sommerlinde, Fl. Nr. 2060 (48° 10′ 13,8″ N, 11° 59′ 56,1″ O)                                                         | Hohenlinden, Kronacker                  | 30.04.1965           | |
| weitere Bilder | 70          | Hohenlinden 3          | Lindenallee (48° 10′ 4,7″ N, 12° 0′ 5,9″ O)                                                                          | Hohenlinden, Kronacker                  | 30.04.1965           | |
| weitere Bilder | 71          | Hohenlinden 4          | Poschenmoos (48° 8′ 4″ N, 12° 2′ 33″ O)                                                                              | Hohenlinden, Großhaager Forst           | 19.06.1982           | |
| weitere Bilder | 72          | Kirchseeon 1           | 7 Sommerlinden (48° 3′ 28,3″ N, 11° 51′ 3,7″ O)                                                                      | Kirchseeon, Buch                        | 14.03.1959           | Stand November 2024 stehen nur mehr fünf Linden, es sind noch zwei Stümpfe vorhanden. |
|                | 73          | Kirchseeon 2           | Eiche östlich des Bauernhofes (48° 4′ 29,9″ N, 11° 52′ 11,7″ O)                                                      | Kirchseeon, Riedering                   | 14.03.1959           | |
|                | 74          | Kirchseeon 3           | Mammutbaum bei Wimmer, Fl. Nr. 282/103 (48° 4′ 23″ N, 11° 53′ 24″ O)                                                 | Kirchseeon                              | 30.04.1965           | |
|                | 75          | Kirchseeon 5           | Blutbuche (Fagus sylvatica f. purpurea) in Kirchseeon, Stinshoff Fl.Nr. 261/7 (48° 4′ 39″ N, 11° 52′ 43″ O)          | Kirchseeon                              | 30.04.1965           | |
| weitere Bilder | 76          | Kirchseeon 6           | Lippenlacke, Fl. Nr. 484 (48° 4′ 1,3″ N, 11° 52′ 25,6″ O)                                                            | Kirchseeon, bei Ilching                 | 11.12.1975           | |
| weitere Bilder | 77          | Kirchseeon 7           | 4 Eichen, Fl. Nr. 345/2 (48° 4′ 7,5″ N, 11° 52′ 9,2″ O)                                                              | Kirchseeon, bei Ilching                 | 08.03.1989           | Zusätzlich zu den vier Eichen steht noch ein Baumstumpf. |
| weitere Bilder | 78          | Markt Schwaben 1       | Eiche am Ortsrand des Gutes Feichten (48° 11′ 55,9″ N, 11° 51′ 50,7″ O)                                              | Markt Schwaben, Feichten                | 14.03.1959           | |
| weitere Bilder | 80          | Moosach 2              | Quellgebiet der Moosach (48° 2′ 9,8″ N, 11° 51′ 52,9″ O)                                                             | Moosach, Altenburg                      | 07.07.1975           | Geotop 175Q002: Der Quellhorizont liegt im Grenzbereich Deckenschotter – Obere Süßwassermolasse. Es existieren mehrere Quellaustritte, die gefasst wurden. Die Quellteiche werden als Fischweiher genutzt.                              |
| weitere Bilder | 81          | Moosach 3              | 2 Spitzahorne (48° 3′ 5,2″ N, 11° 54′ 19,6″ O)                                                                       | Moosach, östlich Fürmoosen              | 03.03.1979           | Einer der beiden Bäume scheint deutlich jünger zu sein, wohl eine Nachpflanzung. Mit Wegkreuz |
| weitere Bilder | 82          | Moosach 4              | Königseiche beim Schartlhof (Nachpflanzung) (48° 2′ 43,5″ N, 11° 51′ 35,5″ O)                                        | Moosach                                 | 31.03.1954           | Der Baum ist 1988 endgültig verfallen, seither Totholzbiotop. Am 25. April 2012 Neupflanzung einer etwa 24 Jahre alten Stieleiche (Quercus robur).                                                                                      |
| weitere Bilder | 83          | Moosach 5              | Feichtner Linde (48° 1′ 59,1″ N, 11° 52′ 35,3″ O)                                                                    | Moosach                                 | 20.12.2018           | |
| weitere Bilder | 84          | Oberpframmern 1        | Sommerlinde im Wirtsgarten der Frau Stadler (48° 1′ 21″ N, 11° 48′ 45″ O)                                            | Oberpframmern                           | 14.03.1959           | Bilder bei Baumkunde |
| weitere Bilder | 85          | Oberpframmern 2        | Eiche vor dem Anwesen Liebhart (48° 2′ 13,7″ N, 11° 48′ 45,7″ O)                                                     | Oberpframmern, Aich                     | 01.05.1965           | Nachpflanzung |
| weitere Bilder | 86          | Oberpframmern 6        | Lindengruppe (Sommerlinden) (48° 1′ 37,3″ N, 11° 50′ 10,6″ O)                                                        | Oberpframmern, westlich von Esterndorf  | 09.10.1975           | |
| weitere Bilder | 87          | Pliening-Gelting 1     | Eiche bei Anton Huber (48° 11′ 49,7″ N, 11° 48′ 36,9″ O)                                                             | Pliening, Gelting                       | 14.03.1959           | |
| weitere Bilder | 88          | Pliening-Gelting 2     | Eiche mit 15 m Kronendurchmesser (48° 11′ 53,8″ N, 11° 48′ 33,7″ O)                                                  | Pliening, Gelting                       | 14.03.1959           | |
| weitere Bilder | 89          | Pliening-Gelting 3     | Eiche mit geradem Schaft (48° 12′ 6,4″ N, 11° 49′ 29,4″ O)                                                           | Pliening, Gelting                       | 14.03.1959           | |
| weitere Bilder | 90          | Pliening-Gelting 4     | Prinzregentenlinde beim Schmalzmaier (48° 11′ 43″ N, 11° 49′ 18,3″ O)                                                | Pliening, Gelting                       | 14.03.1959           | |
| weitere Bilder | 91          | Steinhöring 2          | 2 doppelstämmige Sommerlinden am Friedhofseingang (48° 5′ 13,3″ N, 12° 1′ 51″ O)                                     | Steinhöring                             | 14.03.1959           | |
|                | 92          | Steinhöring 3          | Sommerlinde frei im Landschaftsbild stehend (48° 4′ 40″ N, 12° 2′ 32″ O)                                             | Steinhöring, Hintsberg/Sensau           | 14.03.1959           | |
|                | 93          | Steinhöring 7          | Eiche (48° 6′ 23″ N, 12° 1′ 22,4″ O)                                                                                 | Steinhöring, nördlich Meiletskirchen    | 14.09.1963           | |
| weitere Bilder | 94          | Steinhöring 8          | Eiche bei der Heimkehrerkapelle (48° 5′ 0,7″ N, 12° 3′ 4,5″ O)                                                       | Steinhöring, westlich Tulling           | 14.09.1963           | |
| weitere Bilder | 95          | Vaterstetten 1         | Heidehang westlich Stürzerberg (48° 7′ 45,8″ N, 11° 49′ 30,6″ O)                                                     | Vaterstetten, Purfing                   | 11.12.1954           | |
| weitere Bilder | 96          | Vaterstetten 2         | Esche an der Westseite eines Hofes (48° 7′ 54″ N, 11° 50′ 3″ O)                                                      | Vaterstetten, Purfing                   | 14.03.1959           | |
| weitere Bilder | 97          | Vaterstetten 4         | Douglasie (Pseudotsuga menziesii) am Luitpoldring 12 (48° 6′ 8,8″ N, 11° 45′ 59,4″ O)                                | Vaterstetten                            | 07.06.1974           | |
| weitere Bilder | 98          | Zorneding 1            | Esche frei im Landschaftsbild stehend (48° 6′ 3,9″ N, 11° 49′ 29,8″ O)                                               | Zorneding, bei Ingelsberg               | 14.03.1959           | Bilder bei Baumkunde |
| weitere Bilder | 99          | Zorneding 2            | Eiche beim Anwesen, Fl. Nr. 29 1/2 (48° 5′ 45,9″ N, 11° 49′ 59,2″ O)                                                 | Zorneding, Pöring                       | 14.03.1959           | |
| weitere Bilder | 100         | Zorneding 3            | Stieleiche (Quercus robur) in der Rosa-Schöpf-Straße (48° 5′ 7,7″ N, 11° 49′ 25″ O)                                  | Zorneding                               | 15.07.1983           | |

## Abgegangene Naturdenkmäler
Abgegangen Naturdenkmäler sind zwar amtlich als Naturdenkmal verzeichnet, sind aber mittlerweile zerstört.
| Bild           | Aktenzeichen 173-2/2 | Bezeichnung/Lage                                                              | Gemeinde, Ortsteil | Abgegangen | Beschreibung/Anmerkung |
| -------------- | -------------------- | ----------------------------------------------------------------------------- | ------------------ | ---------- | --- |
| weitere Bilder | Moosach 1            | Winterlinde (Tilia cordata) beim Schartlhof (48° 2′ 35,8″ N, 11° 51′ 34,1″ O) | Moosach            | 2023       | Naturdenkmal seit 27.03.1954. Die etwa 350 Jahre alte Schartlhof-Linde ist im August 2023 den Sommerstürmen zum Opfer gefallen. Die Fachstelle Waldnaturschutz Oberbayern ließ den Stamm als Totholz-Biotop vor ihrem Dienstgebäude Bahnhofstraße 23 in Ebersberg ablagern. Interessierte können ihn dort besichtigen. – Weitere Bilder bei baumkunde.de. |

## Gelöschte Naturdenkmäler
| Bild           | Aktenzeichen 173-2/2 | Bezeichnung/Lage                                                                                          | Gemeinde, Ortsteil     | Gelöscht   | Beschreibung/Anmerkung |
| -------------- | -------------------- | --- | ---------------------- | ---------- | ---------------------- |
|                | Aßling-Loitersdorf 3 | Baumgruppe am Weg, der z. P.(?) abzweigt                                                                  | Aßling, Loitersdorf    | 2013       |                        |
|                | Baiern 1             | Alte Linde                                                                                                | Baiern, Netterndorf    |            |                        |
|                | Glonn 2              | 2 Winterlinden bei Schloß Zinneberg                                                                       | Glonn                  | 2002       |                        |
|                | Glonn 9              | Sommerlinden unmittelbar südlich der Straße am oberen Hang                                                | Glonn                  | 2003       |                        |
|                | Grafing-Elkofen 3    | Sommerlinde westlich der Kirche angesellschaftet mit einem achtstämmigen wilden Apfelbaum                 | Grafing, Elkofen       |            |                        |
|                | Grafing-Elkofen 4    | 3 Buchen, Westseite des Hofes                                                                             | Grafing, Elkofen       |            |                        |
|                | Hohenlinden 1        | Sommerlinde, Fl.Nr. 187 (48° 9′ 0″ N, 11° 59′ 46,7″ O)                                                    | Hohenlinden, Kronacker | 27.06.2008 |                        |
|                | Oberpframmern 3      | Kastanienbaumgruppe bei der Kapelle des Herrn Liebhart (48° 2′ 10,4″ N, 11° 48′ 41,8″ O)                  | Oberpframmern, Aich    | 2003       |                        |
|                | Oberpframmern 4      | Winterlinde am Ortsausgang Oberpframmern nach Niederpframmern (48° 1′ 28,6″ N, 11° 48′ 50,4″ O)           | Oberpframmern          |            |                        |
|                | Oberpframmern 5      | 2 Rotbuchen (Fagus sylvatica) am Waldrand, Straße Oberpframmern – Glonn (48° 0′ 57,7″ N, 11° 49′ 31,2″ O) | Oberpframmern          |            |                        |
| weitere Bilder | Pliening 1           | Esche – markanter Punkt im Landschaftsbild (48° 11′ 9,9″ N, 11° 48′ 40,1″ O)                              | Pliening, Ottersberg   |            |                        |
|                | Steinhöring 1, 5     | 2 Sommerlinden, Mariengrotte Berg                                                                         | Steinhöring            | 2003       |                        |
|                | Steinhöring 4        | Buchweide, 12-stämmig                                                                                     | Steinhöring            | 2006       |                        |
|                | Steinhöring 6        | mehrstämmige Sommerlinde auf Fl.Nr. 28 b                                                                  | Steinhöring            | 2007       |                        |